# Полет 178 на „Урал Еърлайнс“
Полет 178 на „Урал Еърлайнс“ е редовен международен пътнически полет от международното летище „Жуковски“, Москва, Русия, до международното летище „Симферопол“, Симферопол, Украйна, управляван от „Урал Еърлайнс“. На 15 август 2019 г. самолетът „Еърбъс А321-211“, който изпълнява полета, е ударен от птици, което поврежда двигателите, а това, заедно със загубата на тяга и неправилните действия на екипажа, не позволява на машината да набере достатъчна въздушна скорост и да се изкачи безопасно. Самолетът се приземява в царевична нива и всички 233 души оцеляват, въпреки че 28 получават наранявания, 3 от които тежки.
Веднага след инцидента граждани и медии хвалят екипажа за това, че успява да кацне и евакуира самолета без жертви. Направени са сравнения с катастрофата при полет 1549 на „Ю Ес Еъруейс“ през 2009 г., при която машината се приводнява в река Хъдсън след сблъсък с птици и отказ на двата двигателя, също без жертви. Събитието е наречено „Чудото в царевичната нива“ от руските граждани и медии. Кремъл награждава екипажа с орден „Герой на Руската федерация“, най-високото гражданско отличие на страната, а кабинния екипаж – с орден за храброст.
Разследването на инцидента е проведено от Междущатския авиационен комитет и са установени няколко фактора като причина. Няколко незаконни сметища около летището привличат птици, а ръководството на летището не използва процедури за техния контрол. Комитетът установява, че след удара с птици и повредата на двигателя екипажът не прилага правилните процедури, така че двигателите да произведат достатъчна тяга. Екипажът оставя колесниците спуснати и не управлява тягата правилно, ъгълът на тангаж е твърде висок и въздушната скорост не е правилно проследена. В резултат на това самолетът няма достатъчна тяга, за да преодолее съпротивлението, и се удря в царевичната нива малко след излитане.